# 국민당 (남아프리카 공화국)
국민당(영어: National Party 아프리칸스어: Nasionale Party)은 1914년부터 1997년까지 존속했던 남아프리카 공화국의 우익 정당이었다. 1948년부터 1994년까지 남아프리카 공화국을 일당제로 통치했고, 집권 기간 내내 극단적인 인종분리주의 정책인 아파르트헤이트를 실시하여 국제적 비판을 받았다. 1997년 신국민당이 창설됨에 따라 해체되었다.

## 역사
루이스 보타와 얀 스무트는 백인들이 남아프리카의 지배를 확고하게 하기 위해 아프리카너 민족주의 사상을 발전시켜 이 정당을 창설하게 된다. 아프리카너 농민들과 가난한 아프리카너들을 기반으로 하여 1924년에 백인 노동자 보호단체를 슬로건 노동당과 연합하여 총선에 승리하였고, 여당이 된다.
그러나 1934년 국민당과 얀 스무트의 통일당은 합병되었다. 다니엘 프랑수아 말란 등은 합병에 강력하게 저항했고, 19명의 정치인들을 모아 끝내 이 정당을 결성한다. 통일당은 제2차 세계대전 당시 연합국들을 지지하며 참전하였으나, 아프리카너들은 이러지 않았다는 이유 때문에 비난을 받았다. 1948년 실권을 쥐게 되고, 마침내 아파르트헤이트를 실시하게 된다.
1960년부터 국민당은 추종자를 모아 비밀 군사조직을 만들어 아파르트헤이트에 반대하는 단체를 탄압하는데 이용했다. 1978년 무렵 국민당이 자행한 반인륜인 폭력이 서방 국가에게도 알려지면서 파장이 일었다. 그해 영국은 국민당 정부에 대한 지원을 중단했다. 국민당의 비밀 군사조직은 1978년부터 아프리카 국민회의와 교전했고, 이 과정에서 이들은 국경을 넘어 모잠비크, 보츠와나, 앙골라, 짐바브웨 등에 침투해 납치, 감금, 살인 등 폭력적 행위를 저질렀다. 1994년 아파르트헤이트 폐지와 동시에 국민당이 해체되었다.